# Porphyrinia cypriaca
Porphyrinia cypriaca là một loài bướm đêm trong họ Noctuidae.